# Fulvetta de Taïwan
Fulvetta formosana
Espèce
Statut de conservation UICN

 LC  : Préoccupation mineure
La Fulvetta de Taïwan (Fulvetta formosana), anciennement Alcippe de Taïwan, est une espèce d’oiseaux de la famille des Paradoxornithidae, longtemps incluse dans le genre Alcippe et considérée comme sous-espèce de F. cinereiceps, l'Alcippe à gorge rayée. Cette espèce est considérée comme monotypique.

## Répartition
Cette espèce est endémique de Taïwan.

## Synonymes
- Proparus formosanus (protonyme)
Ogilvie-Grant, 1906
- Alcippe formosana (Ogilvie-Grant, 1906)